# Embrace the Emptiness
Embrace the Emptiness — дебютный студийный альбом группы Evoken, вышедший в 1998 году на лейбле Elegy Records. Переиздан в России в 2006 году лейблом Solitude Productions.
Эдуардо Ривадавиа из AllMusic пишет, что альбом сделал большой шаг за пределы едва заложенных основ зарождающегося жанра и успешно затмил «сравнительную незрелость», продемонстрированную на EP Shades of Night Descending.

## Список композиций
| №                   | Название                    | Длительность |
| ------------------- | --------------------------- | ------------ |
| 1.                  | «Intro»                     | 3:22         |
| 2.                  | «Tragedy Eternal»           | 9:52         |
| 3.                  | «Chime the Centuries End»   | 9:45         |
| 4.                  | «Lost Kingdom of Darkness»  | 11:52        |
| 5.                  | «Ascend into the Maelstrom» | 9:53         |
| 6.                  | «To Sleep Eternally»        | 12:49        |
| 7.                  | «Curse the Sunrise»         | 12:57        |
| Общая длительность: | Общая длительность:         | 70:35        |

## Участники записи
- John Paradiso — гитара, вокал
- Nick Orlando — гитара
- Steve Moran — бас
- Vince Verkay — ударные
- Dario Derna — клавиши
- Charles Lamb — сессионная виолончель